# Milton (Washington)
Milton é uma cidade localizada no estado norte-americano de Washington, no Condado de King e Condado de Pierce.

## Demografia
Segundo o censo norte-americano de 2000, a sua população era de 5795 habitantes.
Em 2006, foi estimada uma população de 6702, um aumento de 907 (15.7%).

## Geografia
De acordo com o United States Census Bureau tem uma área de 6,7 km², dos quais 6,6 km² cobertos por terra e 0,1 km² cobertos por água.

## Localidades na vizinhança
O diagrama seguinte representa as localidades num raio de 8 km ao redor de Milton.